# Miroslav Sígl
Miroslav Sígl (25. září 1926 Obříství, okres Mělník – 5. prosince 2012 Praha) byl český publicista a spisovatel.

## Život

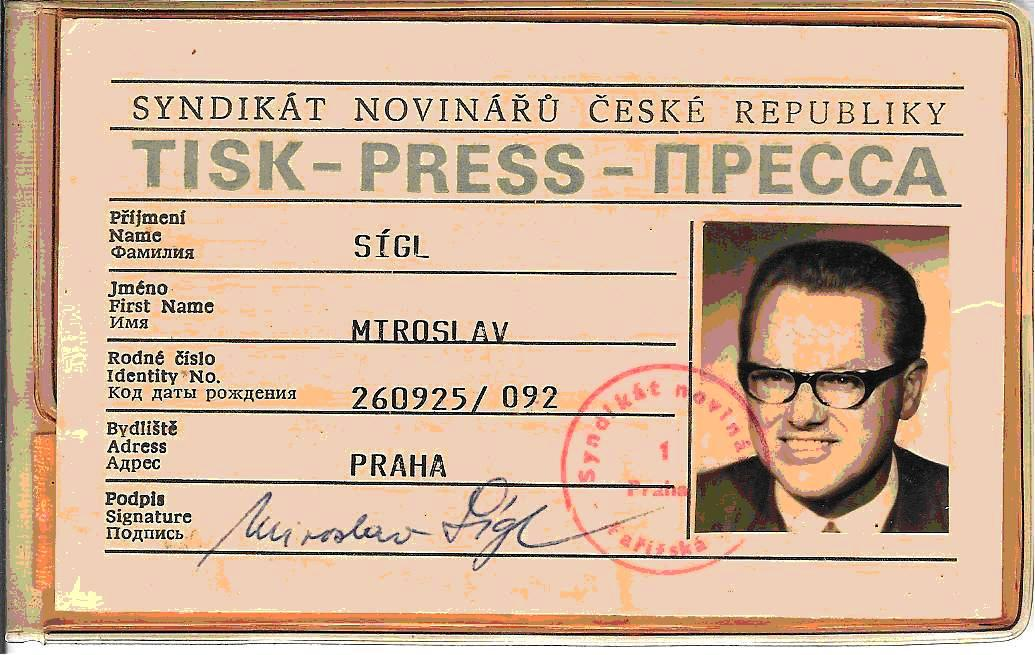
Sígl na legitimaci Syndikátu novinářů ČR (konec 90. let).

Vystudoval měšťanskou školu T. G. Masaryka v Neratovicích a Jubilejní měšťanskou školu Svatopluka Čecha v Obříství, dále Obchodní akademii Praha-Karlín a Vysokou školu politickou v Praze.
Stal se redaktorem Mladé fronty (květen 1945 až 1951, propuštěn z politických důvodů), Hospodářských novin (1957 až 1965), Televizních novin Československé televize, Mediažurnálu, Inovačního podnikání, Času (časopis Masarykova demokratického hnutí , v letech 2005–2006 byl předsedou redakčního kruhu) a dalších periodik. Přispíval do mnoha dalších periodik. Jeho tématy byly hlavně ekonomika, žurnalistika a regionální historie.
Jako pracovník redakce Televizních novin se v srpnu 1968 podílel na vzniku a provozu rozhlasového Svobodného vysílače, proto byl následně z ČST propuštěn. V době normalizace (od roku 1971) nemohl publikovat. Do roku 1988 pracoval jako rešeršér ve Strojírenském informačním ústavu, odkud musel odejít kvůli šíření samizdatových Lidových novin.
Po sametové revoluci byl zakládajícím členem Syndikátu novinářů České republiky a spoluzakladatelem Klubu novinářů Pražského jara 68.
Byl dlouholetým kronikářem rodného Obříství. Spolupracoval s kronikáři několika obcí na Mělnicku a Prahy 10. Město Mělník ocenilo jeho dlouholetý přínos pro Mělník a celý region, starosta města mu při příležitosti jeho 85. narozenin předal Denár kněžny Emmy.
Byl ženatý, měl tři děti, šest vnoučat, čtyři pravnučky.

## Dílo
Napsal mnoho knih, například
- Generace 45
- Na vlně 490 metrů (o aktivitách pracovníků Českého rozhlasu v srpnu 1968)
- Osobnosti a osudy obce : (Obříství 1290–2000)
- Kdo byl Jaroslav Diblík : podbezdězský buditel
- Co víme o smrti
- Almanach českých novinářů : 1989–2008
- Kdo byl a kdo je : Mělnicko, Kralupsko, Neratovicko : osobnosti, samospráva, historie
- Události pravdy, zrady a nadějí : (1967–1971)
- Události totality, svobody a demokracie : (1989–1990)
- Mým přátelům : verše z let 1938–2011